# Рачков, Альберт Иванович
Альбе́рт Ива́нович Рачко́в (22 июня 1927, г. Ставрополь, Северо-Кавказский край, РСФСР, СССР — 5 января 2023) — советский партийный деятель и дипломат. Член КПСС с 1955 года. Кандидат в члены ЦК КПСС (1981—90 гг.), второй секретарь ЦК КП Туркмении (1980—86 гг.). Депутат Совета Союза Верховного Совета СССР (1984—89) от Туркменской ССР.

## Биография
По национальности — русский.
Окончил Азово-Черноморский институт механизации и электрификации сельского хозяйства в 1950 году и ВПШ при ЦК КПСС (заочно) в 1971 году.
С 1951 года — на хозяйственной, партийной и советской работе в Кемеровской области.
В 1965—1969 годах — в аппарате ЦК КПСС.
В 1969—1974 годах — секретарь Липецкого обкома КПСС.
В 1974—1980 годах — заведующий сектором Отдела организационно-партийной работы ЦК КПСС.
В 1980—1986 годах — второй секретарь ЦК КП Туркменистана.
В 1986—1990 годах — чрезвычайный и полномочный посол СССР в Народно-Демократической Республике Йемен.
В 1990—1991 годах — генеральный консул СССР в Адене (Йеменская Республика).
Похоронен на Покровском кладбище села Алабино Наро-Фоминского района Московской области.

## Награды
- Орден Октябрьской Революции (1987).
- Орден Трудового Красного Знамени (1971, 1973).
- Орден «Знак Почёта» (1957).
- Медаль «За освоение целинных земель» (1957).
- Медаль «В ознаменование 100-летия со дня рождения Владимира Ильича Ленина» (1970).
- Медаль «Ветеран труда» (1985).
- Почётная грамота Президиума Верховного совета РСФСР (1977).

## Книги
- Дневник второго секретаря ЦК КП Туркмении. Книга 1 (1981–1982) — М.: Патриот, 2015 г.
- Пять лет в Йемене. Дневник посла в Адене, 1986–1991 гг. — М.: Международные отношения, 2017 г.